# Hiptagin
Hiptagin ist eine natürlich vorkommende organische Verbindung. Es ist ein Ester der Glucose mit vier Molekülen 3-Nitropropansäure. Nur die Hydroxygruppe in Position 3 der Glucose liegt in diesem Molekül in freier Form vor.

## Vorkommen

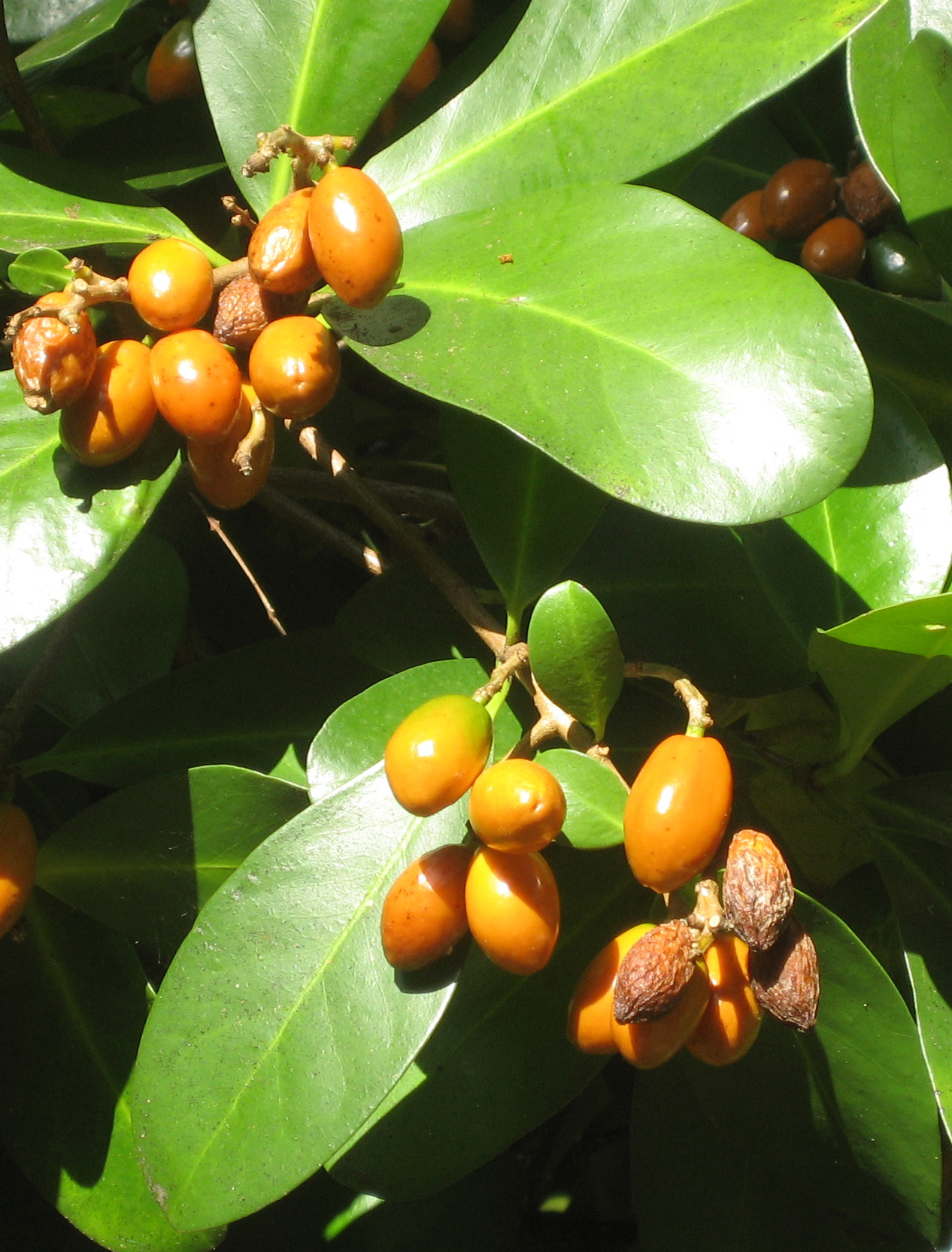
Karaka-Baum

Hiptagin kommt in den Blättern und Wurzeln des Sumpf-Hornklees vor und wirkt als Fraßschutz gegen Insekten wie Costelytra zealandica (Unterfamilie Melolonthinae). Es kommt auch in Heteropterys angustifolia (Familie Malpighiengewächse) vor sowie in mehreren Arten der Gattung Tragant und im Karaka-Baum.